# SNCASO SO-4050 Vautour
Pour les articles homonymes, voir Vautour (homonymie).
Le SO-4050 Vautour est un avion multirôle biréacteur français conçu par la SNCASO au début des années 1950. Il a été construit à 140 exemplaires, dont 30 exportés vers Israël. Les derniers Vautour ont été retirés du service à la fin des années 1970.

## Conception
Au début des années 1950, l'armée de l'air  émet une demande pour un chasseur lourd propulsé par deux réacteurs SNECMA Atar. Ayant travaillé sur un projet de bombardier finalement abandonné, le SNCASO SO.4000, Jean-Charles Parot de la SNCASO en propose un dérivé de taille inférieure avec les réacteurs installés sous les ailes, une soute ventrale pour l'emport d'armement, quatre canons de 30 mm, des missiles Matra R511 (uniquement pour le Vautour N), une très bonne autonomie et une vitesse maximale supérieure à 1 000 km/h.
Le projet est accepté en 1952 et trois versions demandées :
- Vautour A : avion d'attaque au sol (monoplace) ;
- Vautour N : chasseur tous temps (biplace en tandem doté d'un radar) ;
- Vautour B : bombardier (biplace avec un navigateur/bombardier installé à l'avant du nez vitré, sans canons).

Le premier prototype, un Vautour N, fait son vol inaugural le 16 octobre 1952 avec des réacteurs Atar 101 B. En juin 1953, il reçoit des Atar 101 C et dépasse le mur du son en piqué. Le prototype du Vautour A décolle lui pour la première fois le 16 décembre 1953, et celui du Vautour B le 5 décembre 1954. Ces prototypes sont suivis par 6 exemplaires de présérie équipés de réacteurs Atar 101 D puis Atar 101 E.

## Carrière
Après quelques modifications, la production en série est lancée à Saint-Nazaire (Loire-Atlantique) et le premier Vautour livré officiellement en mai 1956. La commande initiale de 300 exemplaires est finalement réduite à seulement 140 fin 1958. L'Armée de l'air réalise rapidement qu'elle n'a pas besoin du Vautour A et, après les avoir utilisés pour l'entraînement de ses pilotes, les propose à l'exportation.

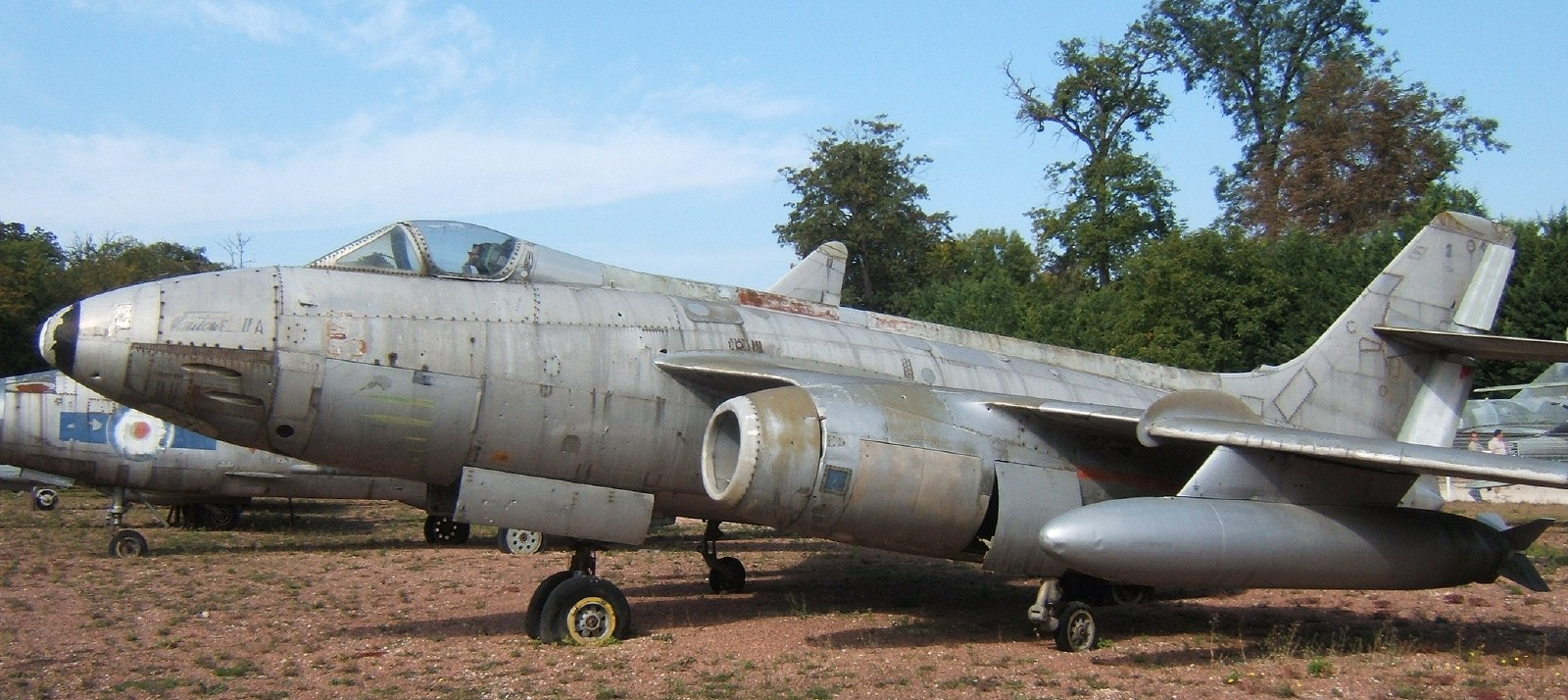
Un Vautour IIA.

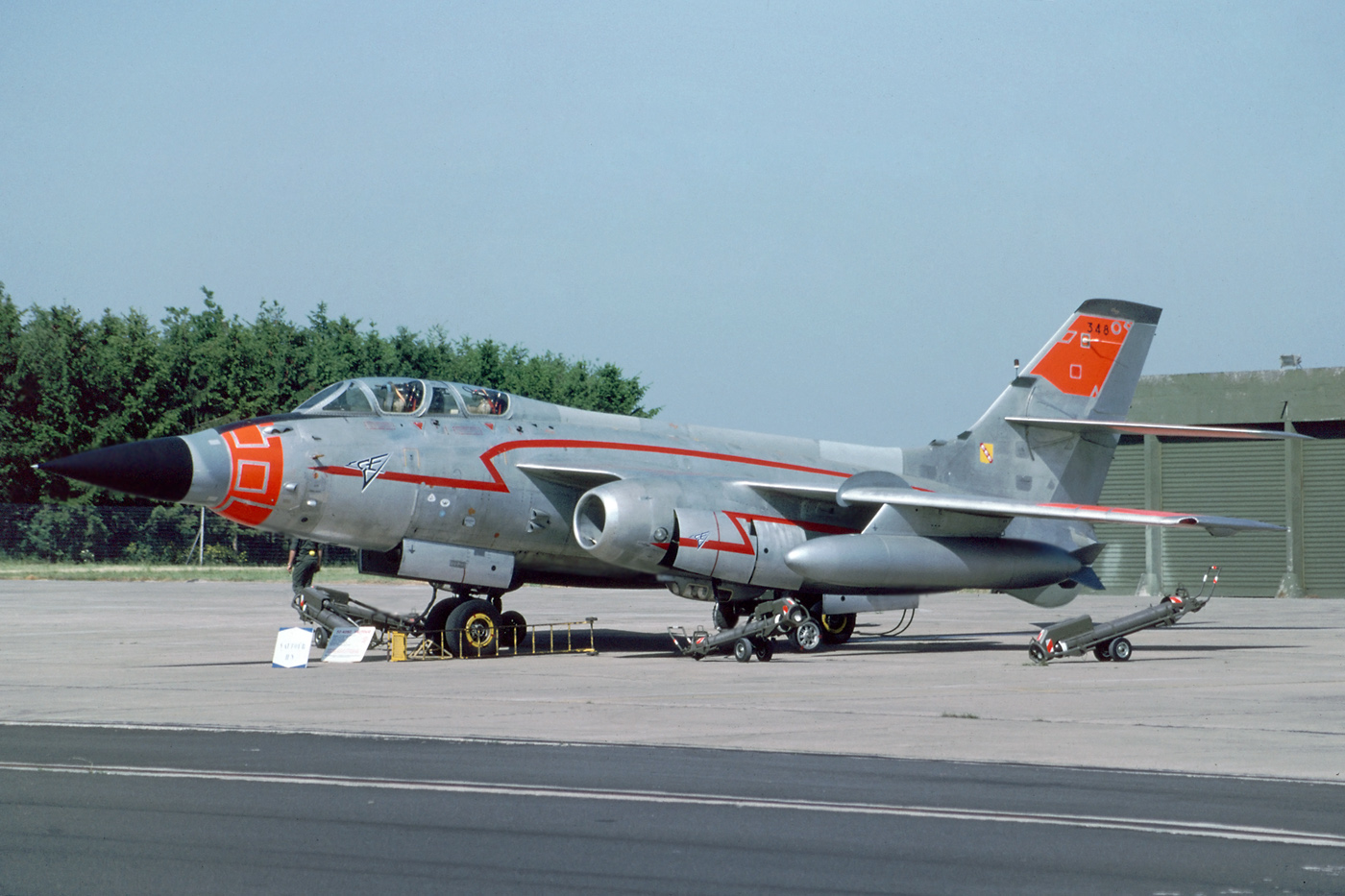
Le dernier Vautour IIN en service en 1991 avec un nez de Mirage F1 pour des tests de radars.

Une partie des Vautour B français est modifiée pour être également capable d'effectuer des missions de reconnaissance (Vautour BR) et une autre pour la guerre électronique (Vautour GE). 
Une soixantaine d'avions sont révisés et modernisés (opération Jouventour) entre 1967 et 1971 et prennent la désignation de Vautour II. Les derniers Vautour sont retirés du service en décembre 1978, seuls quelques exemplaires restant utilisés pour le remorquage de cible ou des essais de radar, ces derniers au sein du Centre d'Essais en Vol.
En avril 1957, Israël achète 19 Vautour A, 4 Vautour N et 8 Vautour B. Ces avions sont livrés entre août 1957 et mars 1959. Les Vautour israéliens reçoivent plusieurs modifications durant leur carrière, dont en particulier l'adaptation d'un certain nombre d'entre eux à des missions de reconnaissance. Ils sont retirés du service en 1971 pour la plupart, certains restant utilisés encore quelques mois en 1972.

## Engagements

### Armée de l'air israélienne
Israël a engagé ses Vautour lors de la guerre des Six Jours (1967), principalement dans des missions de bombardement, ainsi que dans diverses opérations de moindre importance.
Lors du premier jour de l'offensive israélienne, le 5 juin 1967, toutes les bases aériennes égyptiennes avaient été neutralisées et l’aviation égyptienne détruite au sol dès la fin de matinée. Seule restait intacte la base égyptienne de Ras Banas, très au sud, au bord de la Mer Rouge, où plusieurs avions égyptiens avaient trouvé refuge hors de portée des Dassault Mirage III-CJ israéliens, à 900 kilomètres de leurs bases. À 18 heures, des Vautour israéliens, opérant à la limite de leur rayon d’action, parvinrent à la neutraliser.
Au total, six avions furent abattus par la défense anti-aérienne ou l'aviation adverse. Un Vautour a abattu un Hawker Hunter de la force aérienne irakienne, unique victoire aérienne de ce type d'appareil. Les Hunter ayant eux abattu deux Vautour aux canons de 30 mm.

### France
Les Vautour ont également été utilisés à partir de 1960 lors des essais nucléaires français en Algérie française et en Polynésie française : ils servaient à récupérer les particules présentes dans l'air. Le prélèvement s'effectuait par des sondes fixées sous les ailes, lors du passage dans le nuage radioactif, en vue d'analyse radio-chimique. En 1975, après avoir participé à huit campagnes de tirs nucléaires atmosphériques, les Vautour utilisés pour ces missions connaissent des destins variés :
- Les cinq les plus contaminés sont immergés par plusieurs centaines de mètres de fond (avions nos 317, 604, 607, 611 et 625) ;
- Quatre autres sont mis à la ferraille (avions nos 4, 309, 313 et 323) ;
- Un dernier Vautour, le no 302, fut conservé en exposition statique sur l'atoll de Hao, près de l'ancienne escale aérienne militaire. Il a été démonté au début de l'année 2000, et certaines parties de l'aéronef, notamment un réacteur et la cellule, ont été ramenées en métropole.

## Variantes
La production totale s'élève à 149 avions :
- Prototypes : 3 ;
- Pré-production : 6 ;

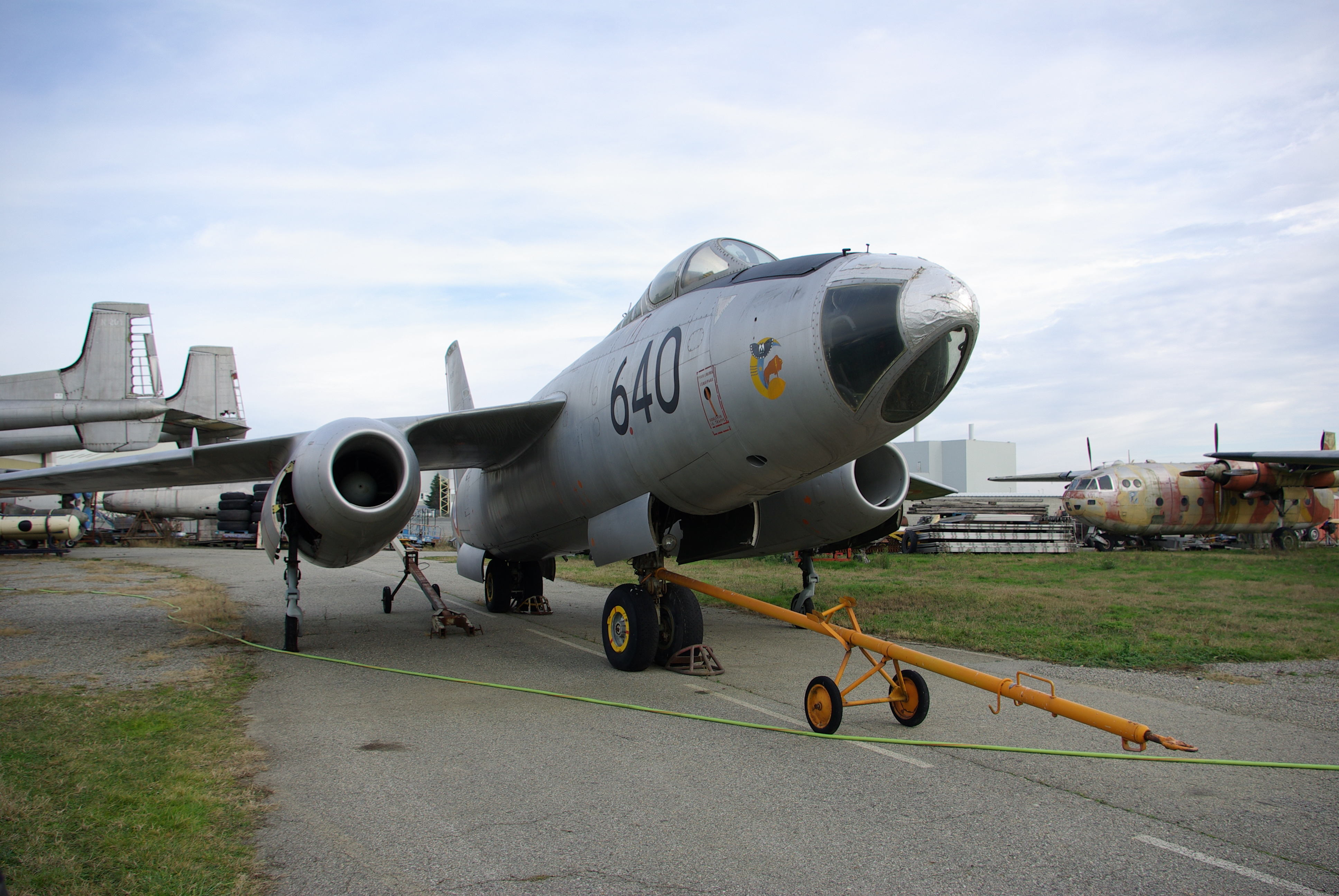
Un Vautour IIB reconnaissable à son nez vitré.

- Vautour A d'attaque au sol : 30 exemplaires (13 pour la France, 17 pour Israël) ;
- Vautour B bombardier : 40 exemplaires (36 pour la France, 4 pour Israël) ;
- Vautour N chasseur tous temps : 70 exemplaires (63 pour la France, 7 pour Israël).:
- Vautour IIA, IIB, IIN : Vautours ayant subit l'opération de rénovation Jouventour (Une soixantaine d'exemplaire);

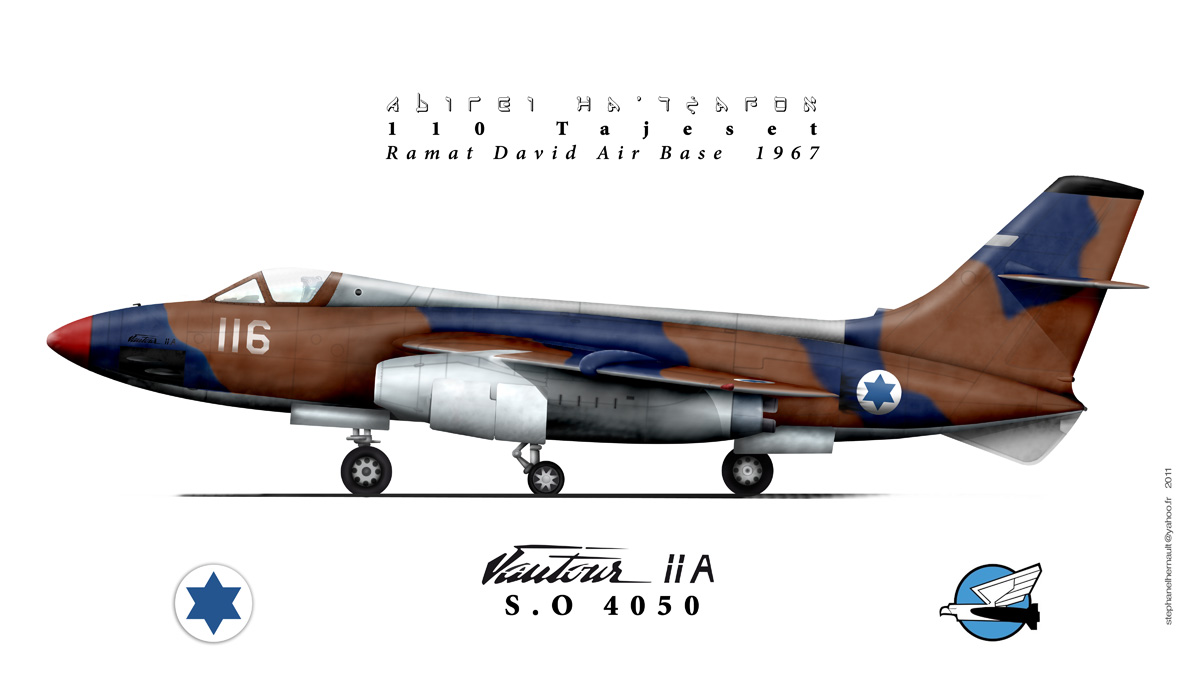
Vautour IIA.
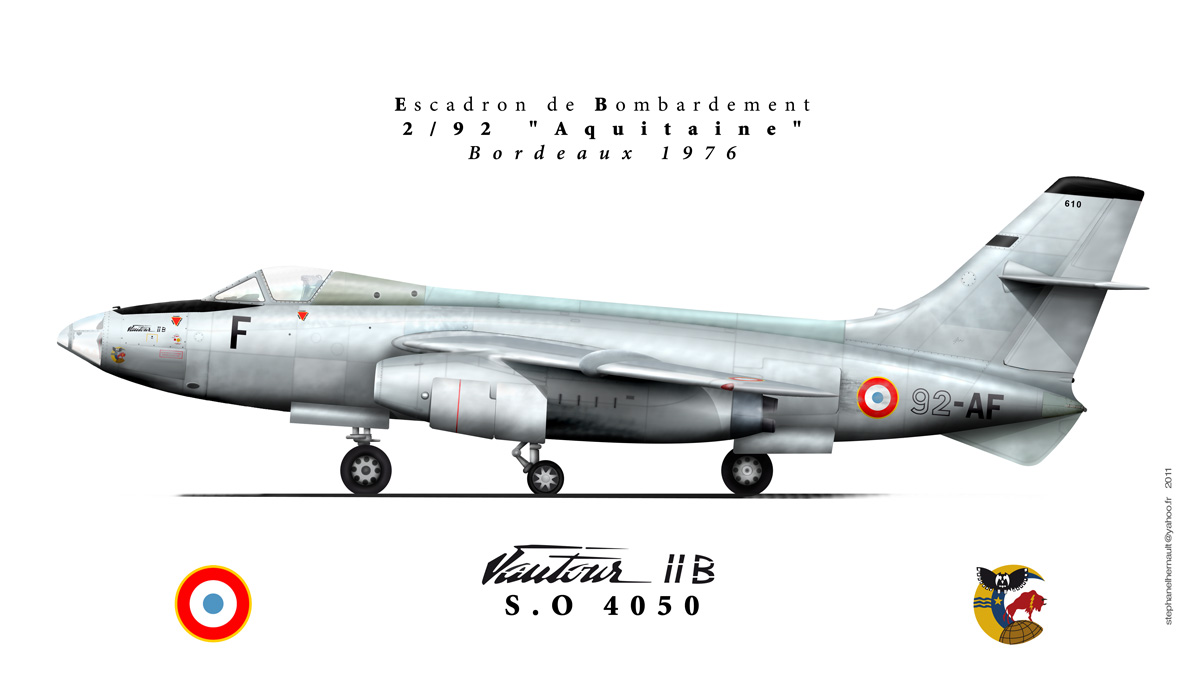
Vautour IIB.
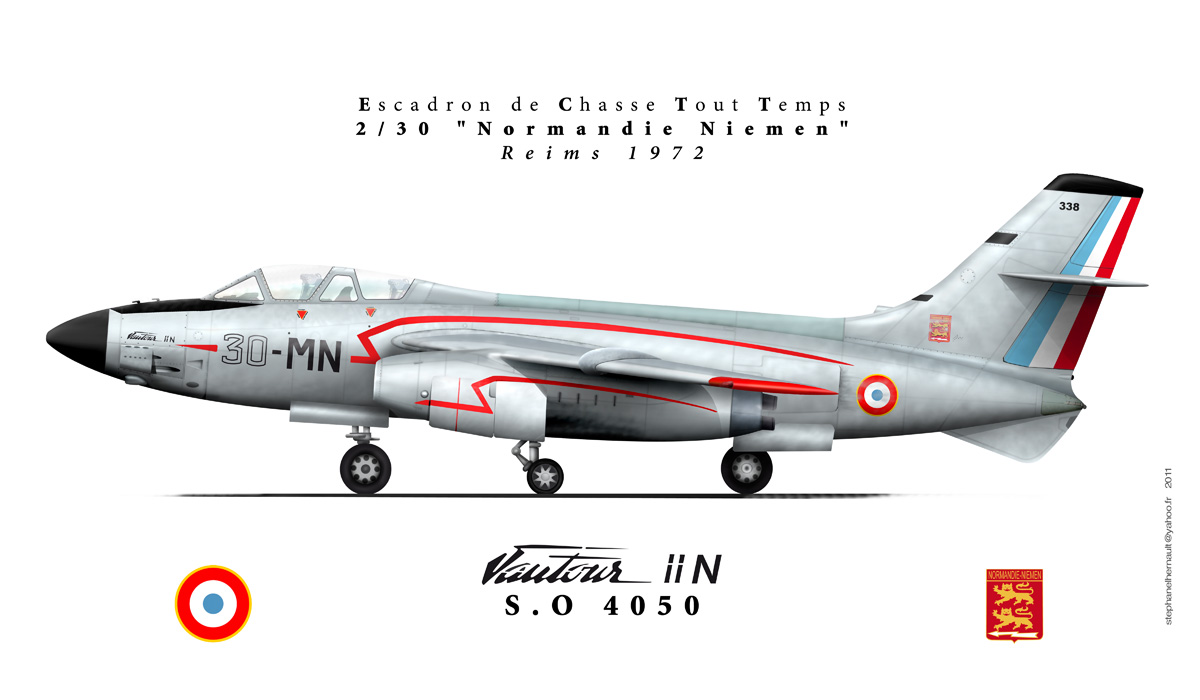
Vautour IIN.

## Opérateurs
France : l'Armée de l'air française utilisa 112 avions : 

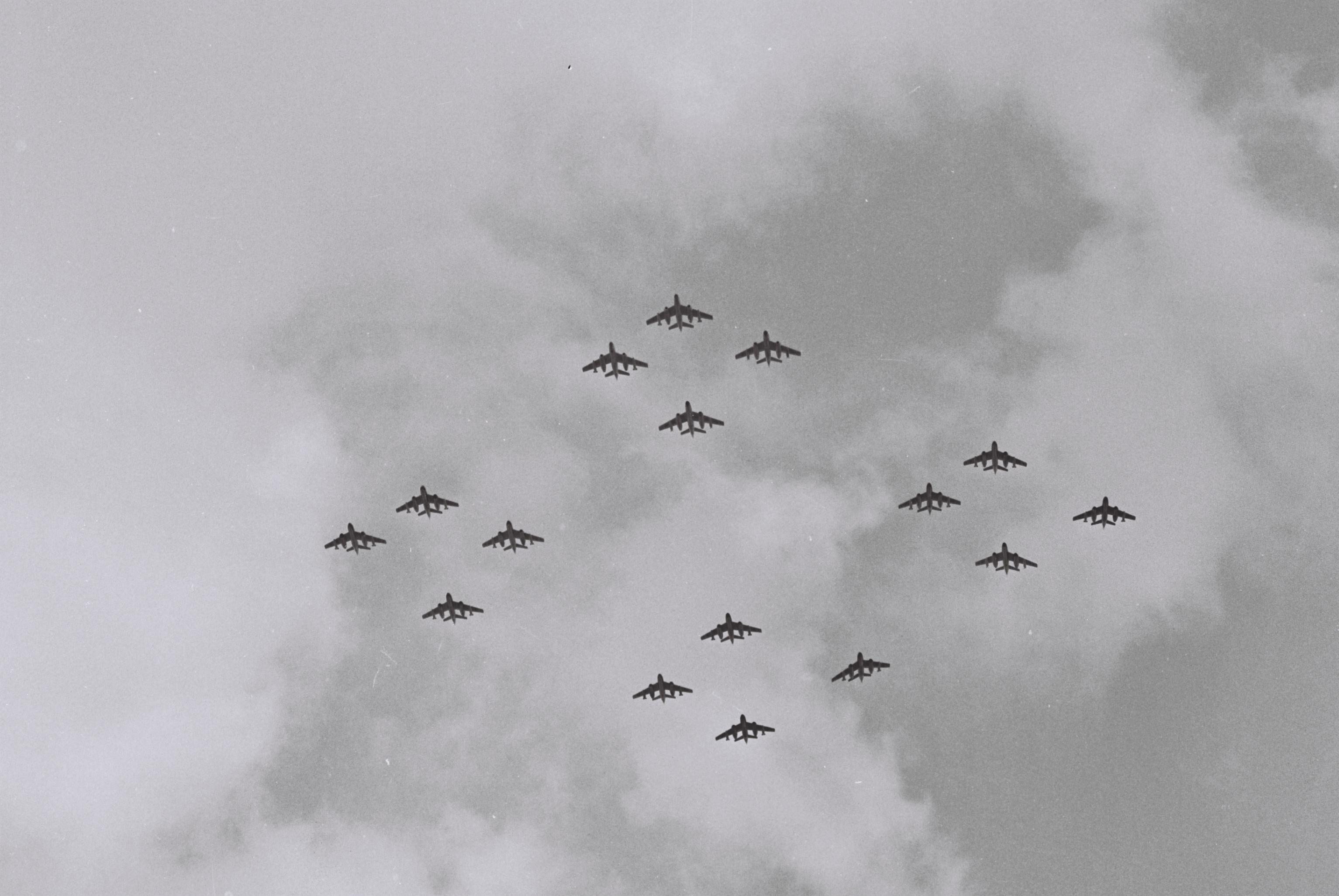
Une formation de Vautour israéliens en 1964.

- La 92e Escadre de Bombardement (Cognac puis Bordeaux) utilisa le Vautour B puis, entre 1970 et 1978, quelques Vautour N : 
  - Escadron de Bombardement 1/92 "Bourgogne" ;
  - Escadron de Bombardement 2/92 "Aquitaine".

- Le centre d'entraînement au bombardement utilisa des Vautour B.

- La 30e Escadre de Chasse Tout Temps (Tours puis Reims) mit en œuvre le Vautour N plus des Vautour A à des fins d'entraînement :
  - 1/30 "Loire" (Tours puis Creil) ;
  - 2/30 "Normandie-Niemen" (Orange puis Reims) (ancien escadron 2/6 "Normandie-Niemen" qui a participé à la guerre d'Algérie) ;
  - 3/30 "Lorraine" (Tours puis Reims).

- Le Centre d'Essais en Vol.
- Le Groupe de Marche 85 "Loire" stationné sur la BA 185 de Hao en soutien du Centre d'Expérimentations Nucléaires du Pacifique, avec une dizaine de Vautour B et N qui étaient conservés sur place sous tente anhydre entre les campagnes d'essais nucléaires.

 Israël : l'Armée de l'air israélienne reçut 31 machines, utilisées entre les mois de mai 1958 et avril 1972 : 
- L'Escadron 110 basé à Ramat David mit en œuvre 19 Vautour A et 19 Vautour B ;
- L'Escadron 119 basé à Tel-Nof mit en œuvre 8 Vautour N.

## Autres caractéristiques
Malgré son allure massive, le Vautour était très manœuvrable et agréable à piloter. Sa fabrication fit appel à des techniques avancées pour l'époque : collage métallique et emploi de matériaux de type nid d'abeille. Son train d'atterrissage était un train monotrace composé de deux diabolos en tandem sous le fuselage et de deux roulettes nommées « balancines » dans les nacelles des réacteurs.

## Appareils préservés
- Vautour II N n°304 préservé au Musée Européen de l'Aviation de Chasse de Montélimar
- Vautour II N n°307 préservé au Musée de l'Air et de l'Espace (appareil en réserve)
- Vautour II N n°308 préservé au musée Canopée à Chateaudun
- Vautour II N n°330 préservé au Musée de l'Air et de l'Espace (appareil en réserve, restauré entre 1997 et 2002)[5]
- Vautour II N n°337 exposé devant le Musée Aéronautique et Spatial Safran (sur le site de Safran Aircraft Engines, Villaroche)
- Vautour II N n°358 préservé par l'association "Les amis de la 5eme escadre" à Orange[6];
- Vautour II N n°364 exposé au musée Rozanoff à la Base Aérienne 118
- Vautour II B n°615 préservé au musée Canopée à Chateaudun
- Vautour II B n°634 préservé au Musée de l'Air et de l'Espace (appareil en réserve)
- Vautour II B n°640 préservé par l'association les "Ailes Anciennes de Toulouse"[7]

## Dans la culture populaire
Un Vautour SNCASO SO 4050 Vautour N apparait au début du film  "Sous le signe du taureau" du réalisateur Gilles Grangier sorti en 1969 avec Jean Gabin. L'appareil présenté est un exemplaire de l'escadrille Normandie-Niemen basée à Reims, effectuant un test infructueux de missile.
Un Vautour en mission de reconnaissance apparait à la page 16 de "Destination Pacifique" et au sol à la page 23 de "Menace sur Mururoa" dans Les Aventures de Tanguy et Laverdure,.
Les trois variantes du Vautour sont aussi présentes dans le jeu vidéo War Thunder aussi bien dans l'arbre français que dans l'arbre Israélienne (à l'exception du B). Avant que la branche israélienne ne soit ajouté en jeu, le Vautour A israélien se trouvait dans l'arbre Premium français, avant d'avoir été permuté vers l'israélien dans la branche principale.

### Aéronefs comparables
- Chasseurs-bombardiers / Bombardiers légers :
  - Blackburn Buccaneer
  - Douglas A-3 Skywarrior
  - Douglas B-66 Destroyer
  - English Electric Canberra
  - Iliouchine Il-28/Hong H-5

- Intercepteurs tous temps :
  - Avro Canada CF-100 Canuck
  - Gloster Javelin
  - Yakovlev Yak-25
  - Yakovlev Yak-28
  - S.O 4060 Super Vautour (Prototype)